# Curimopsis albonotata
Curimopsis albonotata är en skalbaggsart som först beskrevs av Leconte 1861.  Curimopsis albonotata ingår i släktet Curimopsis och familjen kulbaggar. Inga underarter finns listade i Catalogue of Life.